# Il Mitridate Eupatore
Il Mitridate Eupatore (título original en italiano; en español, Mitrídates Eupátor) es una ópera seria en cinco actos con música de Alessandro Scarlatti y libreto en italiano de Girolamo Frigimelica Roberti. Se estrenó en el Teatro San Giovanni Grisostomo, Venecia el 5 de enero de 1707. Un fracaso en su estreno, Mitridate Eupatore se considera actualmente como una de las mejores óperas de Scarlatti.

## Personajes
| Personaje | Tesitura  | Reparto del estreno, 5 de enero de 1707 Director: el compositor |
| --- | --------- | --------------------------------------------------------------- |
| Mitridate, heredero legítimo pero desposeído del trono del Ponto, disfrazado como Eupatore, embajador de Ptolomeo, rey de Egipto                         | soprano   |                                                                 |
| Stratonica, madre de Mitridate, tomó parte del asesinato de su esposo, y ahora esposa de Farnace                                                         | soprano   |                                                                 |
| Laodice, hermana de Mitridate, casada contra su voluntad con el campesino Nicomede                                                                       | soprano   |                                                                 |
| Nicomede, campesino del Ponto, de noble nacimiento y gran corazón, casada con la nada deseosa Laodice, pero sin intentar siquiera consumar su matrimonio | soprano   |                                                                 |
| Issicratea, esposa de Mitridate, disfrazada de Antigono, segundo embajador del rey de Egipto                                                             | contralto |                                                                 |
| Farnace, anterior amante de Stratonica y ahora su esposo, usurpador del trono del Ponto                                                                  | tenor     |                                                                 |
| Pelopida, ministro y confidente de Farnace | tenor     |                                                                 |
| Mudos: Mitridate Evergete, primer esposo de Stratonica; Ptolomeo, rey de Egipto, y amigo de Mitridate y Laodice; Cleopatra, hermana de Ptolomeo          |           |                                                                 |

## Sinopsis
En el antiguo reino del Ponto, Farnace ha tomado el trono, matando al rey y casándose con su esposa, Stratonica. La hija del rey asesinado Laodice, ha sido casada con el noble arruinado Nicomede, ahora reducido a trabajar como un vaquero, mientras su hermano, Mitridate Eupatore, se ha refugiado en Egipto. Mitridate y su esposa Issicratea llegan a la corte del Ponto disfrazados como embajadores egipcios. Prometen la cabeza de Mitridate al rey y la reina usurpadores a cambio de la paz entre Egipto y el Ponto. La madre de Mitridate se muestra conforme con la muerte de su propio hijo. Mitridate se encuentra con su hermana Laodice y revela su verdadera identidad. Mitridate e Issicratea asesinan a Farnace y Stratonica, y Nicoede anuncia al pueblo el regreso de su rey legítimo.